# Stellaria petraea
Stellaria petraea är en nejlikväxtart som beskrevs av Aleksandr Andrejevitj Bunge. Stellaria petraea ingår i släktet stjärnblommor, och familjen nejlikväxter. Inga underarter finns listade i Catalogue of Life.